# Врождённая непереносимость алкоголя

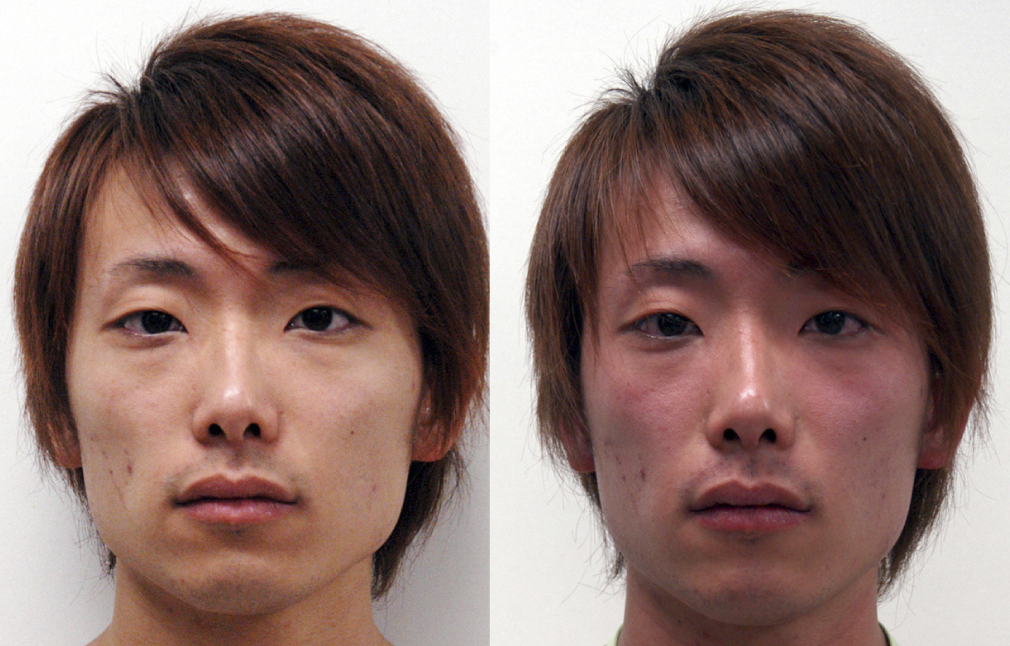
Изменение цвета лица после употребления алкоголя

Врождённая непереносимость алкоголя, покраснение при приёме алкоголя (англ. Alcohol flush reaction, Asian Flush, Asian Red, Asian Glow) — состояние, при котором лицо и/или тело человека краснеет, покрывается пятнами, повышается температура кожи из-за накопления ацетальдегида. Накопление ацетальдегида может быть вызвано миссенс-мутацией, генетическим полиморфизмом в гене, кодирующим фермент ацетальдегиддегидрогеназу (ALDH2), который в норме расщепляет ацетальдегид, основной продукт метаболизма этанола. Накопление ацетальдегида также может быть вызвано полиморфизмом гена, кодирующего фермент алкогольдегидрогеназу ADH1B, который катализирует превращение этанола в ацетальдегид. Покраснение связано с эритемой (расширение капилляров) на лице, шее, плечах и в некоторых случаях по всему телу после употребления алкоголя.
Исследования указывают на то, что покраснение лица после употребления алкоголя является следствием недостатка фермента ALDH2. Человек с дефицитом ALDH2, выпивающий две бутылки пива ежедневно, имеет в 6-10 раз более высокий риск развития рака пищевода, чем человек без такого дефицита фермента.

## Смягчение воздействия алкоголя
Формиат натрия является антидотом при отравлении ацетальдегидом, и потому помогает при тяжёлом похмелье и непереносимости алкоголя. Согласно некоторым данным, прием внутрь низких доз препаратов от изжоги, содержащих ранитидин или фамотидин (продаваемых, например, под торговой маркой Zantac или Pepcid AC), могут избавить человека от симптомов покраснения, если препарат применять за 30—60 минут до приема алкоголя. Показано, однако, что (вероятно) ранитидин повышает уровень алкоголя в крови.
Имеется несколько теорий, объясняющих природу данной непереносимости, однако ни одна из них не является научно доказанной.
Одно из возможных объяснений заключается в том, что фамотидин и подобные ему лекарственные препараты снижают покраснение кожи (эритему), вызываемую приемом алкоголя, так как являются H2-антагонистами или H2-антигистаминами. Данные препараты не снижают концентрацию спирта и продуктов его метаболизма в крови, но снижают эффект связывания гистамина с соответствующими H2-рецепторами.
Согласно другой теории, ацетальдегид вызывает покраснение кожи и расширение сосудов, так как антагонисты Н2-рецепторов ингибируют фермент алкогольдегидрогеназу (превращающий этанол в ацетальдегид) в желудочно-кишечном тракте и в печени, поэтому катаболизм этанола замедляется и эффект воздействия ацетальдегида на человека снижается. Препарат дисульфирам ингибирует фермент ALDH и замедляет выведение ацетальдегида из организма, что вызывает ещё более сильное покраснение кожи. Высокий уровень ацетальдегида, вызванный приемом дисульфирама, приводит к таким же симптомам, как и при врождённой непереносимости алкоголя — покраснение кожи, повышенная частота сердечных сокращений, затруднённое дыхание, головная боль, спутанность сознания, нарушение зрения.
Многие люди считают врождённую непереносимость неудобством, но некоторые полагают, что могут сделать организм более толерантным к алкоголю путём регулярного приема алкогольных напитков. Возможно, это приводит к повышению концентрации ALDH2 и усилению метаболизма ацетальдегида. Известно, что ацетальдегид является канцерогеном. Исследования показали, что лица, имеющие врождённую непереносимость алкоголя, постоянно употребляющие алкоголь, могут иметь повышенный риск развития заболеваний, например, таких как рак печени, пищевода и желудочно-кишечного тракта.
Исследования 1993 года на крысах показали, что потребление сахаров (глюкозы и фруктозы) значительно повышает метаболизм этанола по неизвестному механизму, при этом не изменяется активность алкогольдегидрогеназы.

## Другие эффекты
Люди, которые испытывают после приема алкоголя симптомы покраснения кожи, могут быть менее склонными к алкоголизму. Лекарственный препарат дисульфирам, который используют для лечения алкоголизма, ингибирует ацетальдегиддегидрогеназу и вызывает увеличение концентрации ацетальдегида в крови от пяти до десяти раз. В результате у пациента снижается желание употреблять алкоголь.
Лица, имеющие врождённую непереносимость алкоголя, обычно имеют пониженное давление в сравнении с людьми, употребляющими 3 стандартных порции алкоголя в день, возможно потому, что употребляют меньше алкогольных напитков или не употребляют их вообще.
Наиболее точным способом измерения содержания ацетальдегида в организме является его определение в крови или в выдыхаемом воздухе. Кроме того, определяют концентрации ферментов, метаболизирующих этанол в крови — алкогольдегидрогеназы и альдегиддегидрогеназы. Возможно секвенирование соответствующих генов.

## Другие сходные явления
- Купероз (англ. rosacea) — хроническое заболевание кожи, при котором капилляры постоянно расширены, что приводит к появлению сосудистой сеточки на лице. Данное заболевание может иметь сходства с хроническим покраснением лица (крыльев носа, подбородка, щек), и быть чем-либо похожими на симптомы реакции организма на алкоголь, что может приводить к определенной путанице, при недостаточно обоснованном анализе.
- Покраснения, возникающие после приема алкоголя незадолго до или после вдыхания паров органического растворителя трихлорэтилена.
- Карциноидный синдром — сильные покраснения, вызываемые приемом алкоголя, стрессом или некоторой пищей.
- Синдром красных ушей (en:Red ear syndrome) — может быть в том числе вызван употреблением алкоголя[15].